# Iperspazio
Con il termine matematico iperspazio, introdotto nella letteratura matematica da Arthur Cayley nel 1867, si designa in genere uno spazio avente un numero di dimensioni geometriche superiore alle 3 dimensioni dello spazio fisico: lo stesso spazio-tempo corrisponde ad un iperspazio a 4 dimensioni.
Il termine è stato utilizzato anche nella narrativa fantascientifica come un artificio per poter aggirare il limite della velocità della luce nel comune spazio tridimensionale, e poter così effettuare un viaggio interstellare più veloce della luce, tipicamente a bordo di un'astronave.

## Lo spazio-tempo come precursore del concetto di iperspazio
Albert Einstein, con la teoria della "Relatività ristretta", fu il primo fisico ad introdurre e rendere fisicamente 'palpabile' al grande pubblico un iperspazio a quattro dimensioni (x,y,z,t), inglobando il tempo 't' nel comune spazio tridimensionale (x,y,z) e creando il famoso spazio-tempo einsteiniano. Anche se a prima vista ciò può apparire un semplice artificio matematico-geometrico, esso è in realtà una tangibile entità, nel senso che con la nuova teoria la vecchia distanza tra due punti nello spazio assume ora un significato di distanza spazio-temporale unificata (non solo spazio, non solo tempo ma entrambi). Così il vecchio intervallo spaziale della fisica Newtoniana, ovvero quello che noi chiamiamo comunemente "distanza", viene rimpiazzato da un nuovo intervallo spazio-temporale: Einstein, postulando la costanza della velocità della luce in ogni condizione di moto relativo, giunse alla conclusione che in qualsiasi moto relativo tra due sistemi, come ad esempio la terra ed un'astronave in volo, l'intervallo I nello spazio quadridimensionale (x,y,z,t) si conserva.

## L'iperspazio nella fantascienza
Il viaggio nell'iperspazio (o attraverso di esso) è spesso usato nelle storie di fantascienza. I più noti esempi sono la saga di Guerre stellari o anche il ciclo della Fondazione di Isaac Asimov. In particolare l'iperspazio sarebbe una specie di foglio di universo nel quale le normali leggi della fisica non sembrano valere più. Nell'universo di Star Trek le astronavi sfruttano la propulsione a curvatura per raggiungere remoti sistemi stellari in pochi giorni o talvolta poche ore, e i tunnel spaziali (wormhole) per viaggiare addirittura in quadranti diversi della nostra galassia.

### Iperspazio geometrico
Il concetto di iperspazio inteso come artificio geometrico al fine di aggirare i limiti imposti dalla Relatività ristretta, si ritrova in nuce già nel racconto I sogni nella casa stregata (1933) di Howard Phillips Lovecraft, sebbene non vi compaiano astronavi, ma è compiutamente utilizzato e sviluppato l'anno seguente da Jack Williamson nel ciclo della Legione dello spazio.
Essenzialmente l'idea proposta è che, sebbene due punti nello spazio a 3 dimensioni possano apparire molto distanti, gli stessi punti in un iperspazio con un numero superiore di dimensioni siano collegati da una traiettoria di lunghezza notevolmente più breve. Ossia, quella che appare come geodetica in 3 dimensioni, non è la vera geodetica nell'iperspazio.
In tal modo, pur non oltrepassando la velocità della luce, sarebbe possibile percorrere in tempi ragionevoli grandi distanze. È chiaro che si tratta di un concetto in parte mutuato dalla relatività generale.

### Iperspaziotachionico
Successivamente il termine iperspazio è stato usato nella fantascienza letteraria e cinematografica, ad esempio nella saga di Guerre stellari o anche nel ciclo della Fondazione di Isaac Asimov per indicare il tragitto di viaggio spaziale ad una velocità realmente superiore a quella della luce (300.000 km/s circa). In particolare l'iperspazio sarebbe il mezzo in cui si muovono i tachioni, la cui velocità non è mai inferiore a quella della luce e non ha limite verso l'alto. Si teorizza che tale spazio sia dotato di quattro dimensioni spaziali.